# Giuseppe Maria Crespi

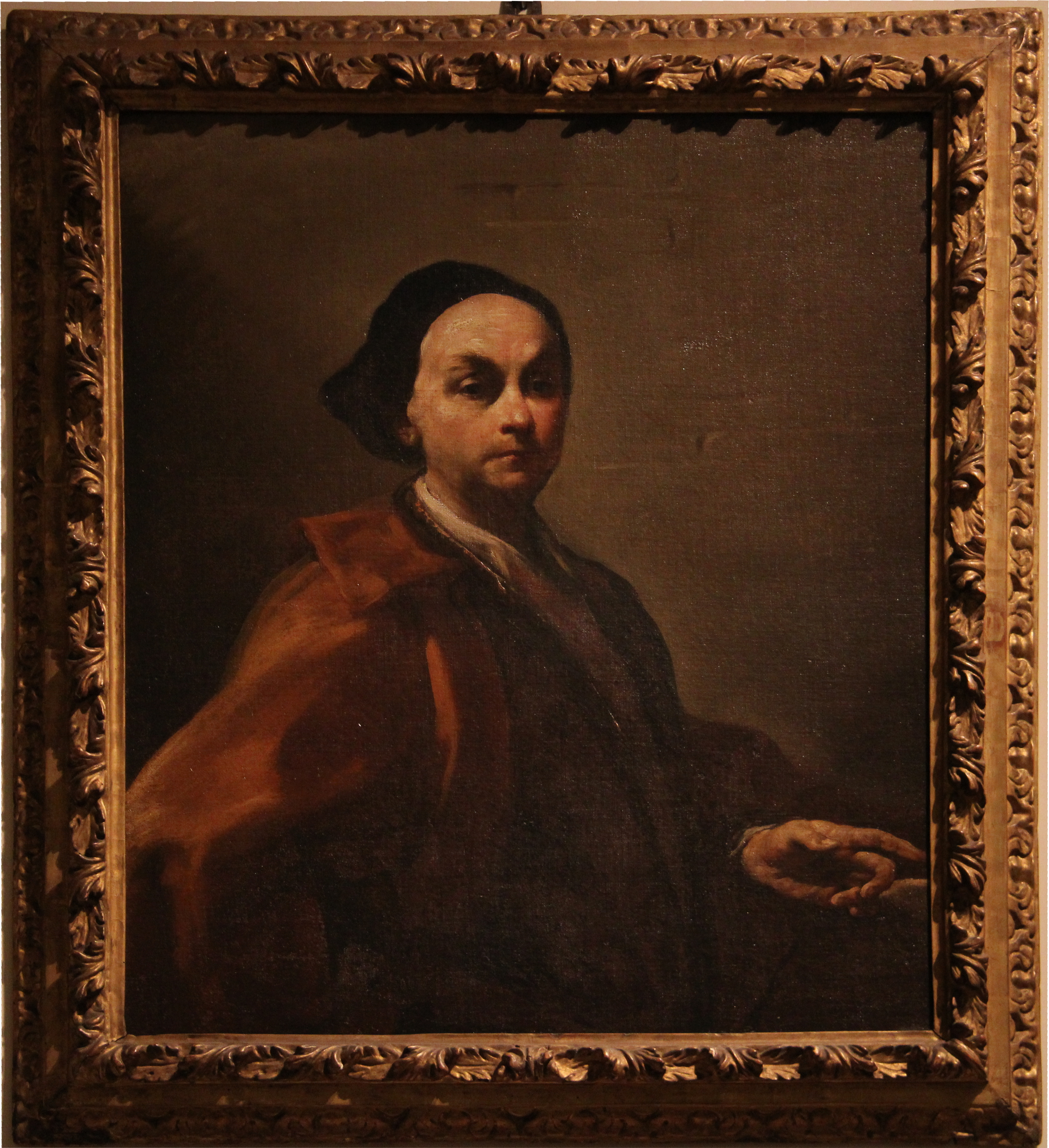
Autoritratto (1720 ca.), Bologna, Pinacoteca nazionale.

Giuseppe Maria Crespi detto lo Spagnolo o lo Spagnoletto (Bologna, 14 marzo 1665 – Bologna, 16 luglio 1747) è stato un pittore italiano.

## Biografia
Pittore italiano di scuola bolognese, soprannominato fin da giovanissimo "lo Spagnolo" o "lo Spagnoletto" per la sua abitudine di vestire abiti attillati all'uso spagnolesco. 
Riceve la sua prima formazione presso il pittore A.M. Toni per poi passare alla scuola del Canuti e, in seguito, frequentò l'Accademia del nudo dell'atelier di Cignani. Poi, finanziato dal ricco mecenate bolognese Giovanni Ricci, compie la seconda parte della sua formazione studiando, in giro per il nord Italia, le grandi opere della scuola emiliana del tardo Rinascimento (Correggio, Federico Barocci) e venendo a contatto con la coloristica veneziana che lo influenzerà particolarmente.
Pittore molto versatile nella scelta degli episodi rappresentati, esplora tutta la pittura, dalla sacra alla pittura di genere fino alla ritrattistica, creando opere originali, nel pieno recupero di alcuni elementi del naturalismo popolaresco.

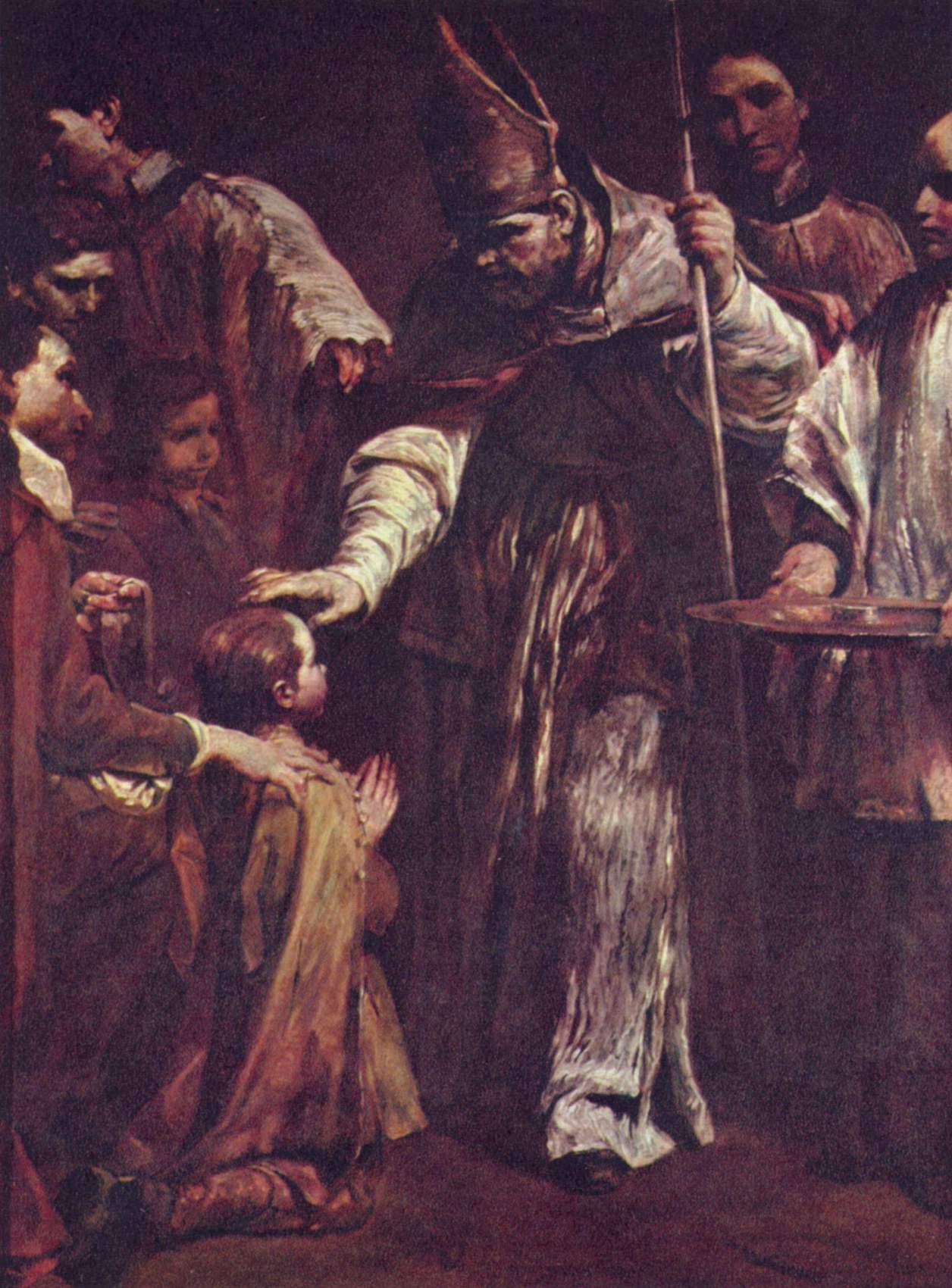
La cresima (I sette sacramenti) (1712 ca.), Dresda, Gemäldegalerie.

Tra il 1700 e il 1705 Crespi lavora per Eugenio di Savoia, per il quale a Vienna esegue Achille ammaestrato da Chirone e Enea e la Sibilla e Caronte.
Diverrà poi suo mecenate il principe Ferdinando de' Medici, per il quale esegue alcune delle sue migliori opere tra cui Fiera di Poggio a Caiano, Strage degli Innocenti (Uffizi) e un'Estasi di santa Margherita (Museo diocesano di Cortona).
Collabora attivamente con l'Accademia Clementina a Bologna e in seguito riceverà una committenza da un mercante inglese, per il quale esegue un ciclo che tratta la Vita di un cantante d'opera, a noi non pervenuto, tranne la Cercatrice di pulci, dove si vede chiaramente la povertà e l'anti-eroicismo dell'episodio e del personaggio come si era visto nelle opere precedenti. Uno svilimento del personaggio e una rappresentazione della povertà che in questo periodo sarà portato avanti da diversi artisti in tutta Europa, come Giacomo Ceruti oppure William Hogarth. Riceve la nomina di cavaliere da papa Benedetto XIV nel 1740, nel 1745 perde la vista senza poter più dipingere e muore nel 1747.

## Galleria d'immagini

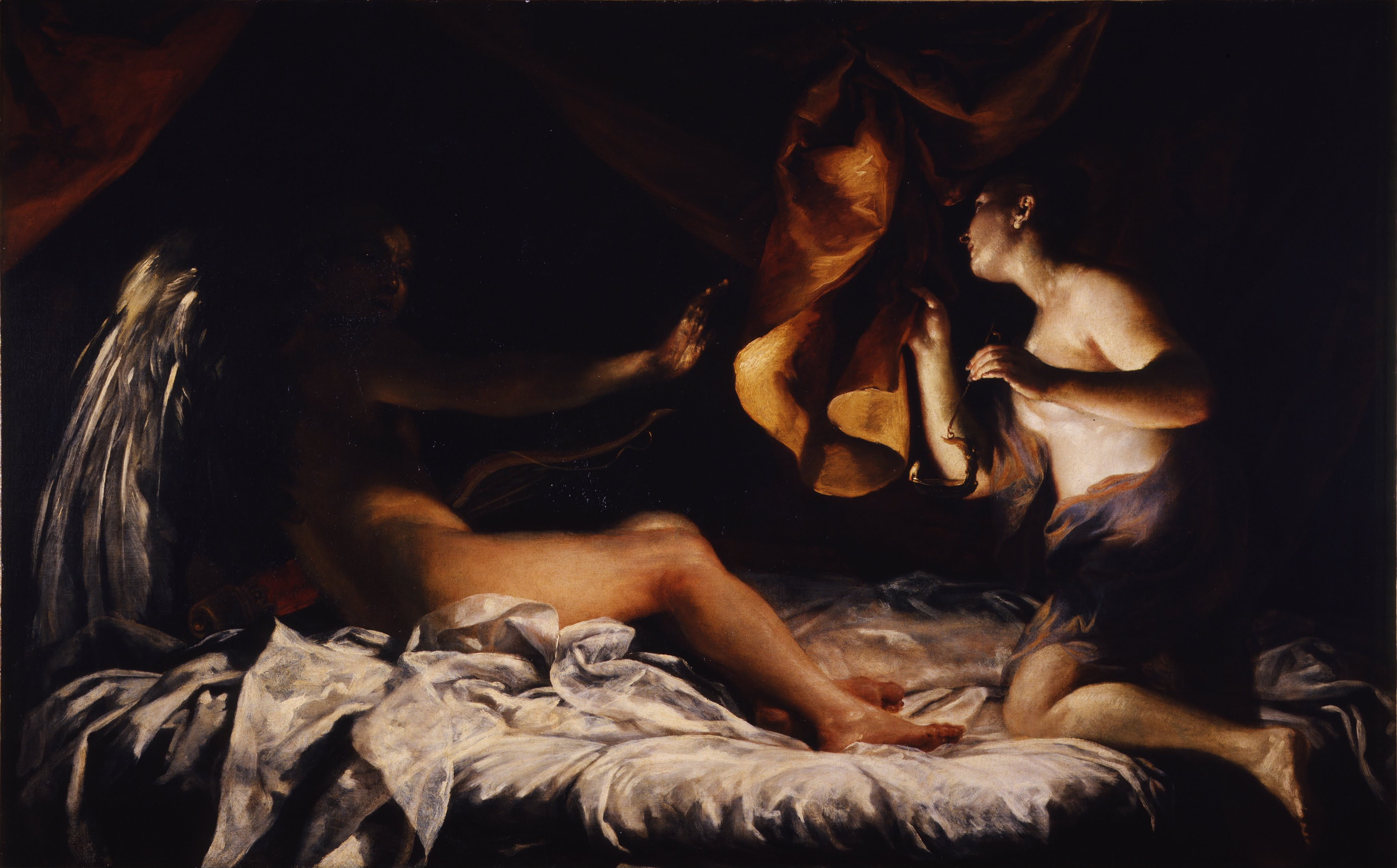
Amore e Psiche (Crespi)
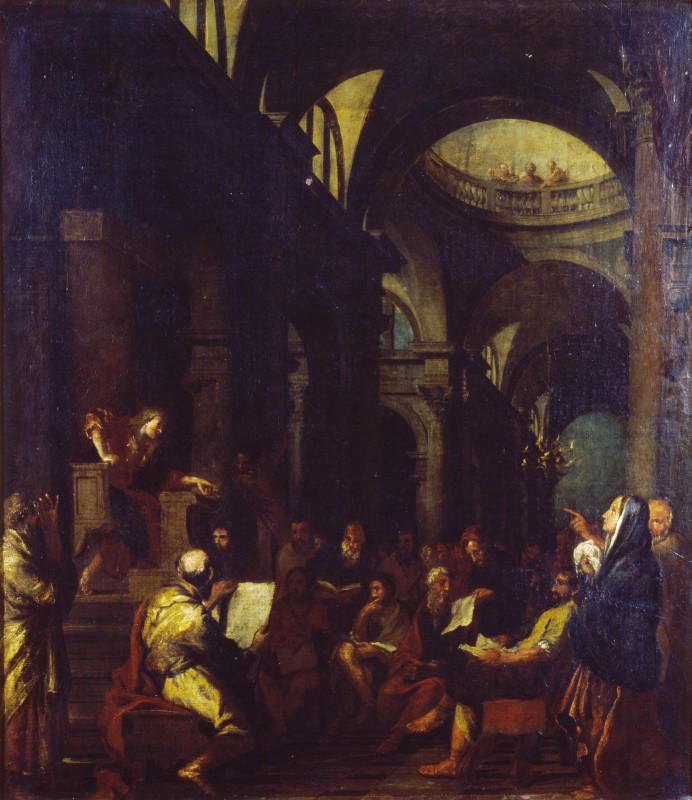
Ritrovamento di Gesù nel Tempio
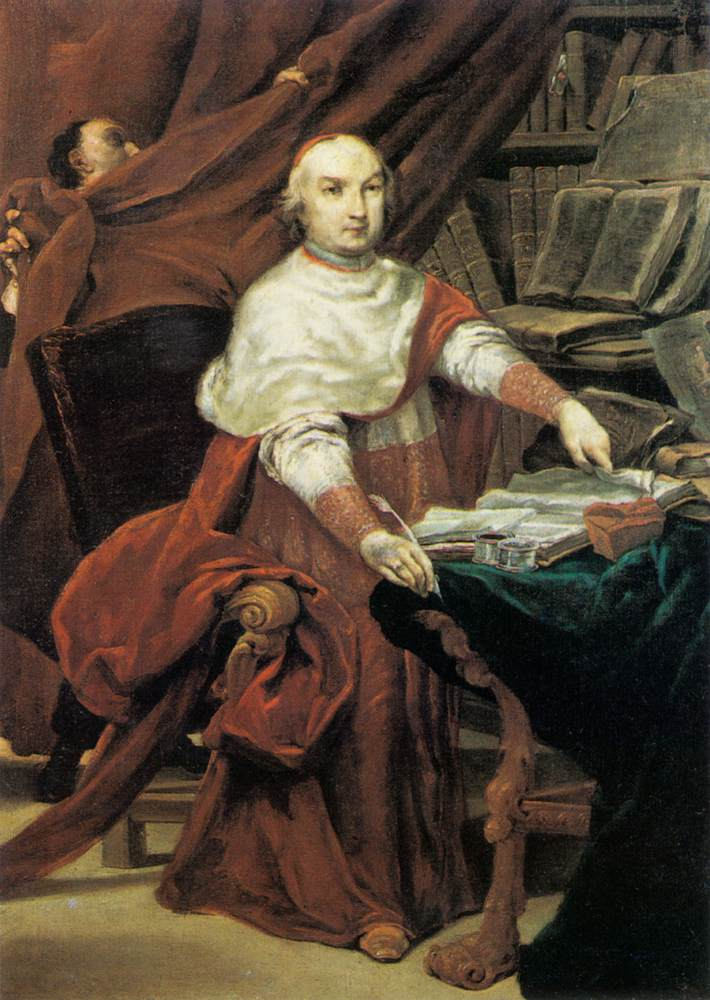
Cardinale Prospero Lambertini
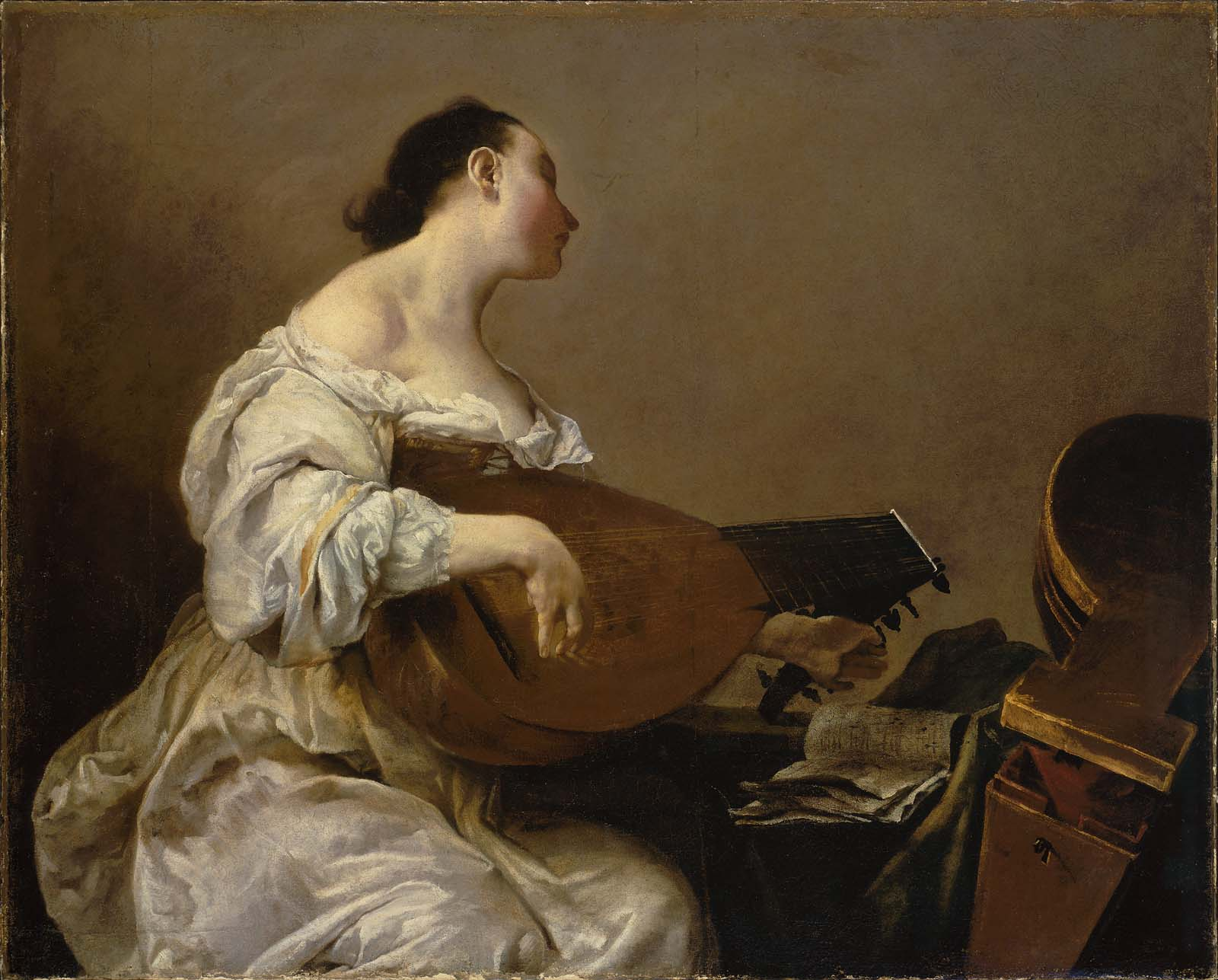
Donna che suona liuto
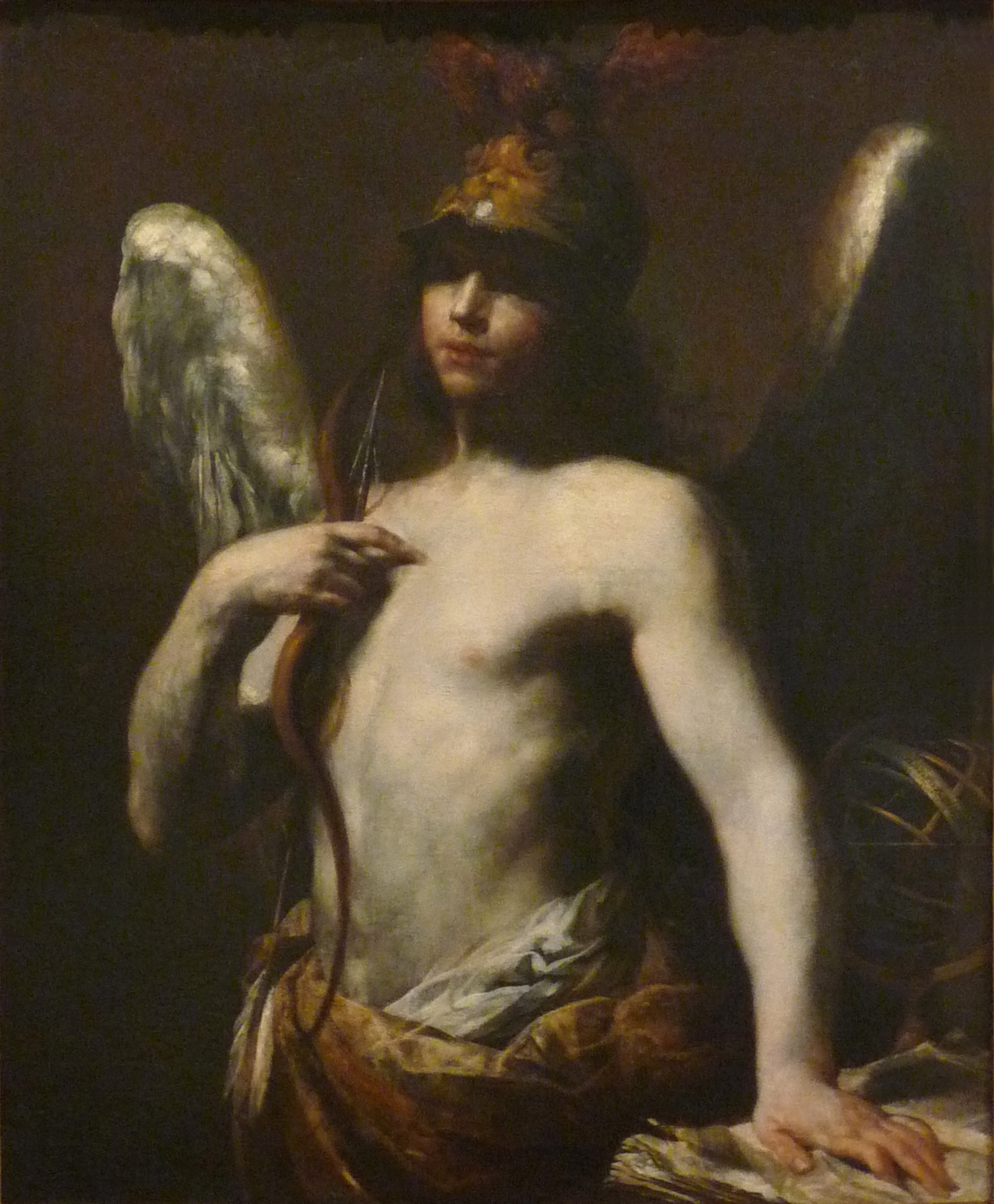
L'Ingegno
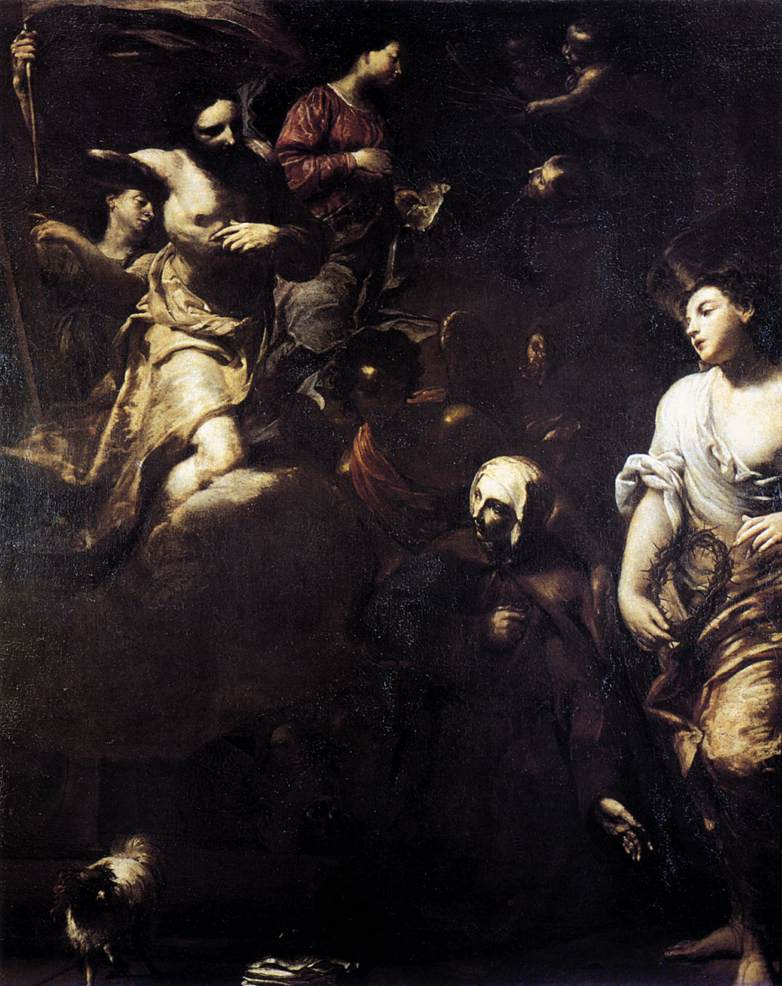
Estasi di Santa Margherita da Cortona
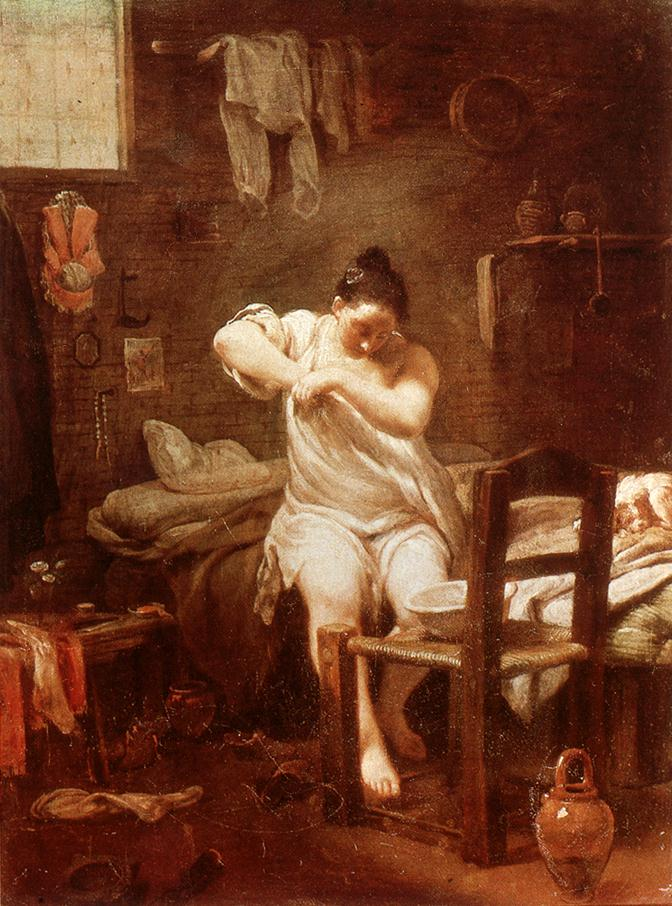
Cercatrice di pulci
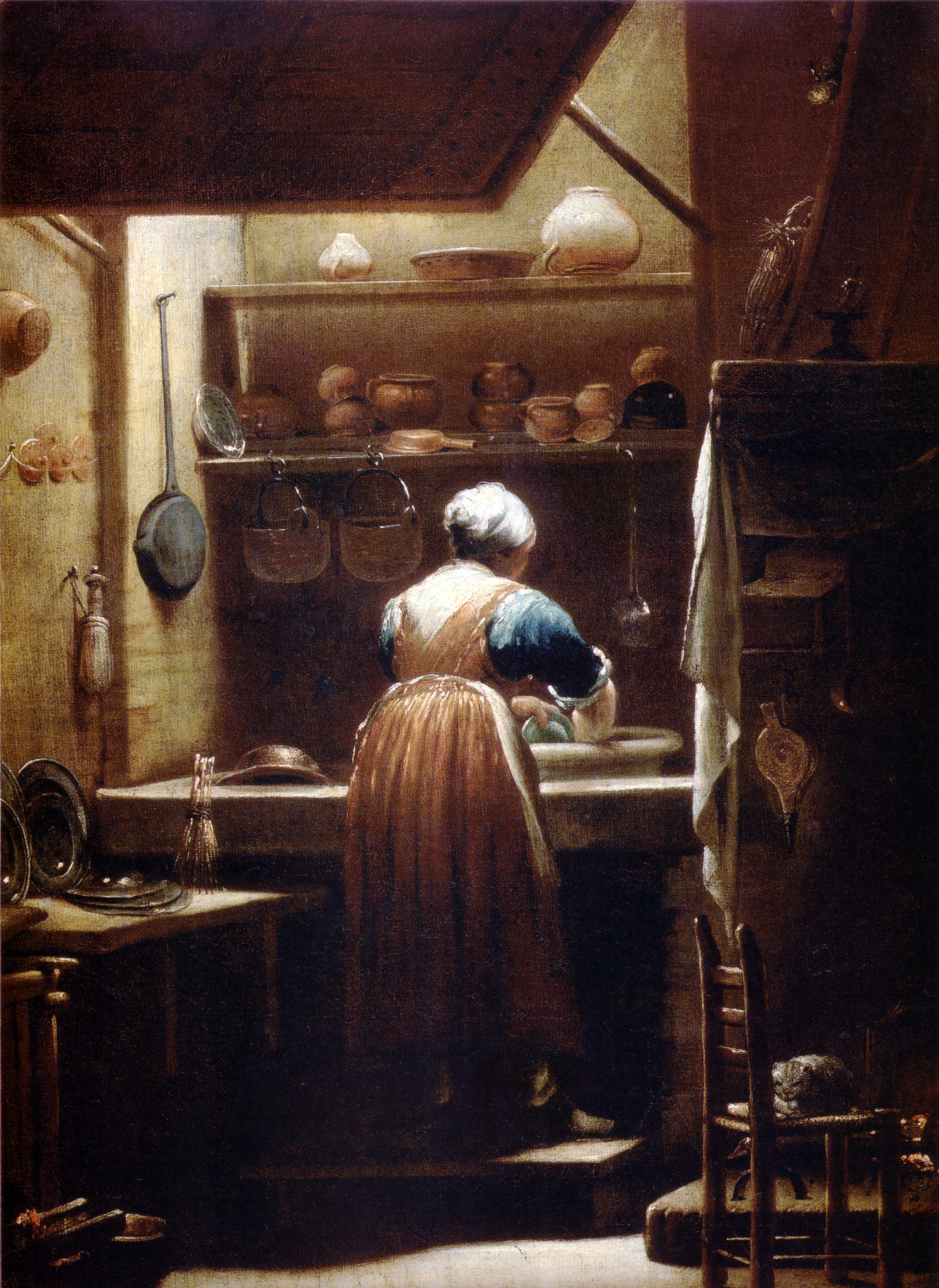
La sguattera
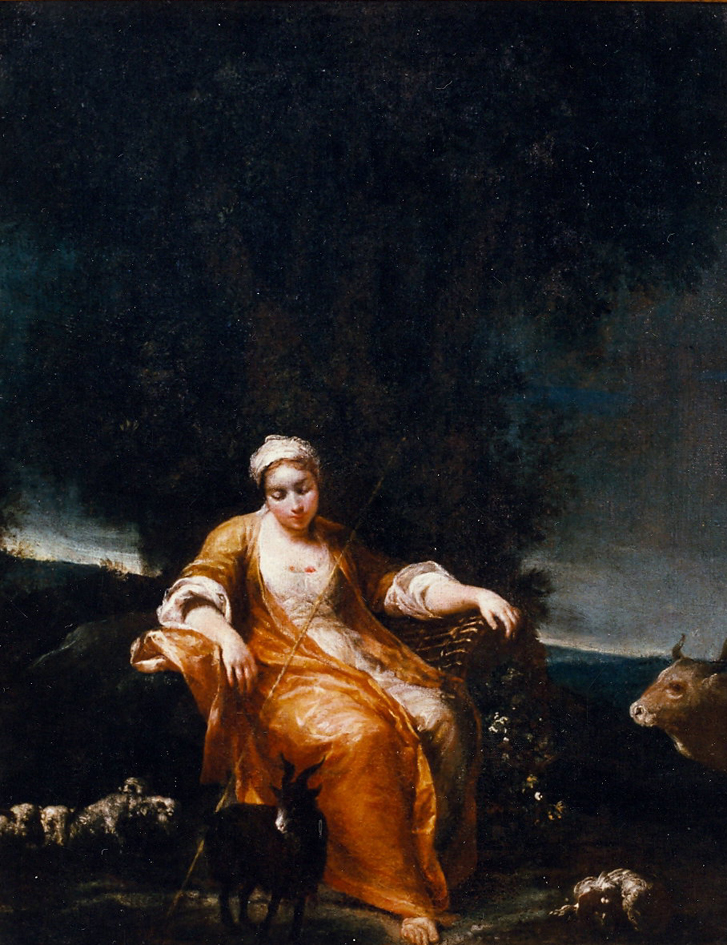
Pastorella con cesta di fiori
Ritratto del figlio del generale Pàllfly
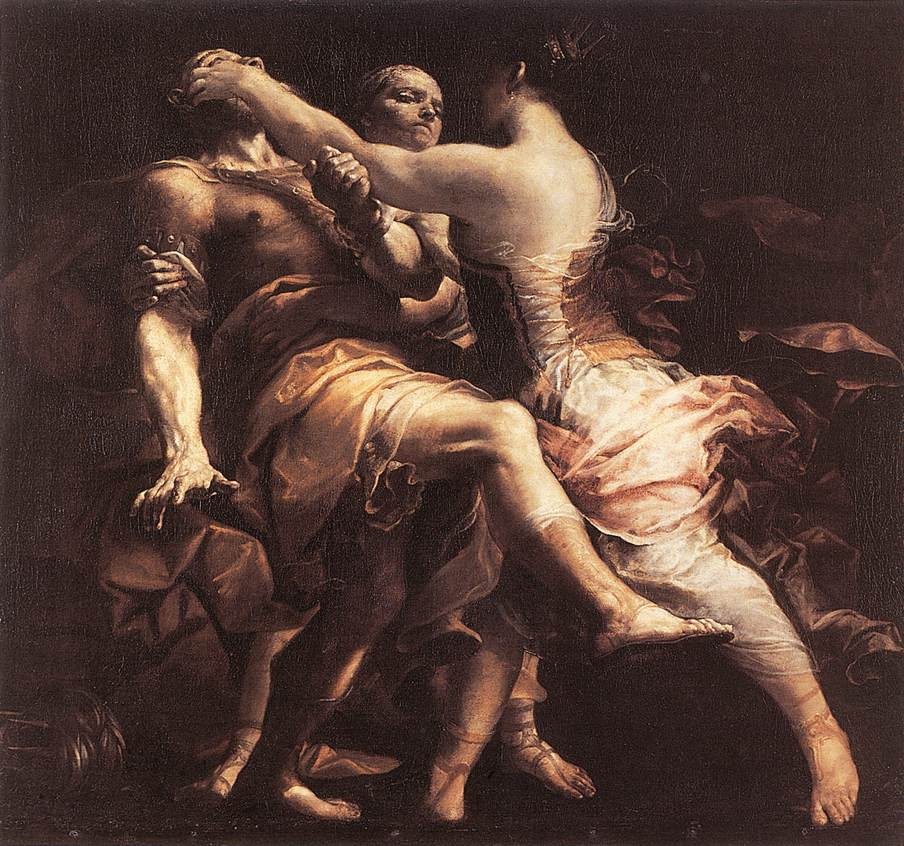
Ecuba acceca Polimestore

## Opere

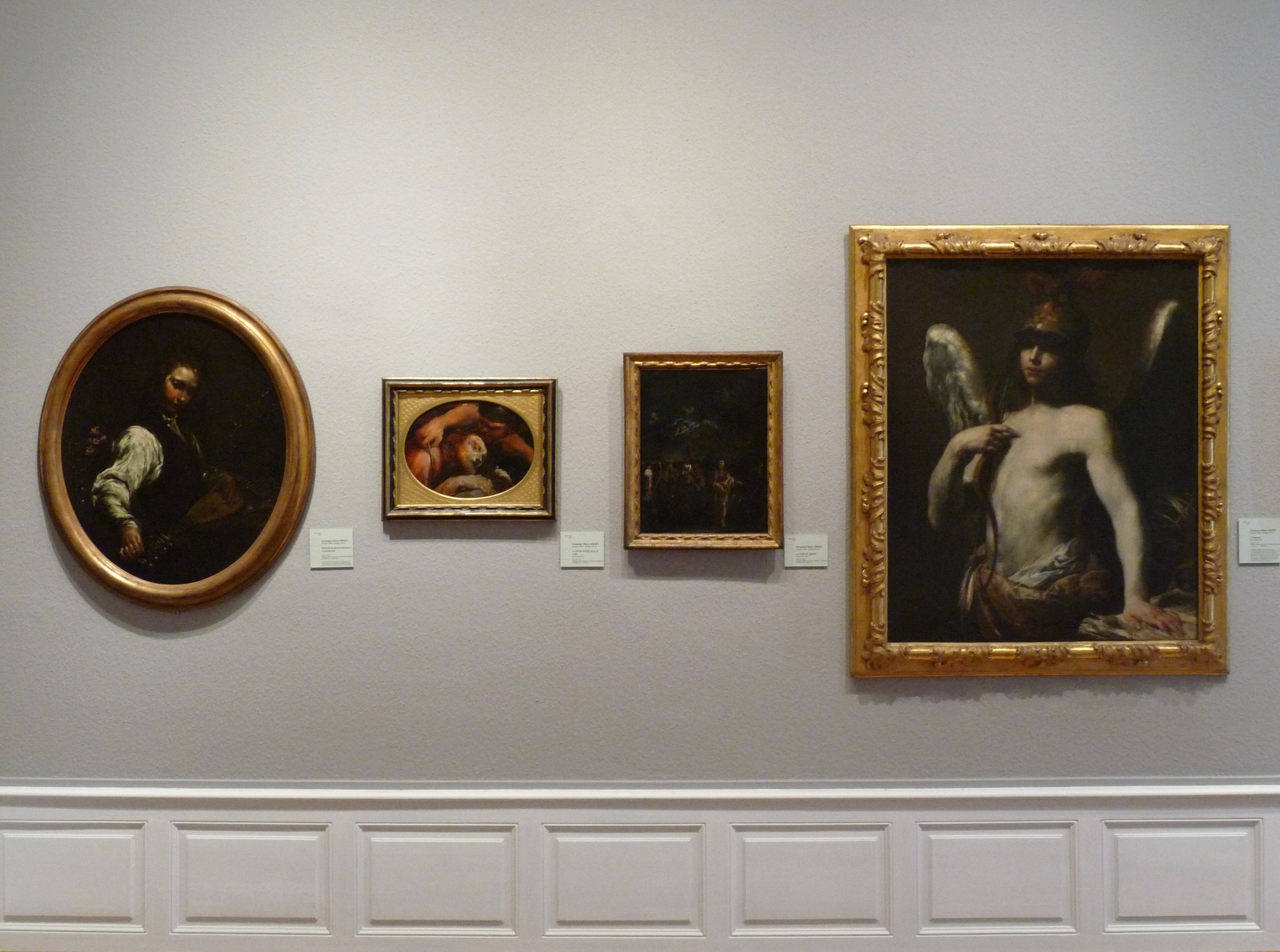
Quadri di Crespi al museo di Strasburgo

- Decorazione di Palazzo Pepoli Campogrande, Bologna, dove realizzò sui soffitti gli affreschi Ercole sul carro tirato dalle Ore e il Convito degli Dei
- Adorazione dei Magi, Duomo di Finale Emilia
- Estasi di Santa Margherita, duomo di Cortona
- Strage degli Innocenti, Galleria degli Uffizi
- Fiera di Poggio a Caiano, 1709; olio su tela, 116,7×196,3 cm, Firenze, Galleria degli Uffizi
- Amore e Psiche, 1709; olio su tela, 130x215 cm; Firenze, Galleria degli Uffizi
- serie dei Sette Sacramenti (Dresda, Gemäldegalerie)
  - Confessione, 1710 circa; olio su tela, 127×94,5 cm;
  - Comunione
- La pulce (Pisa, Museo Nazionale Civico di San Matteo)
- Giosuè ferma il sole (Bergamo, Cappella Colleoni)
- Librerie (Bologna, Museo internazionale e biblioteca della musica)
- La sguattera, 1725, Galleria degli Uffizi
- Madonna col Bambino e i santi Luigi Gonzaga e Stanislao Kostka, 1726-1740 circa; 352 x 259 cm; olio su tela, Parma, Galleria Nazionale
- L'Ingegno, 1695-1700 circa, 114 x 95 cm, olio su tela, Strasburgo, Musée des beaux-arts (il museo possiede altre tre tele di Crespi)
- Mosè difende le figlie di Jetro, olio su tela, 135x155 cm, Quadreria di Palazzo Magnani
- Pastorella con cesta di fiori, Museo civico di Modena
- Ritratto del figlio del generale Pàllfly, Museo civico di Modena
- Ecuba acceca Polimestore, Museo reale delle belle arti del Belgio, Bruxelles

Tre olii su tela (Autoritratto, Fiera con cavadenti e Crocifissione) sono a Milano alla Pinacoteca di Brera, ma non sono esposti.